# Muting
Muting (přejaté anglické slovo s původní výslovností mjuːtiŋ, znamenající potlačení signálu nebo vyřazení; někdy chybně psané jako mutting), je možnost přerušení speciální ochranné funkce. Tato funkce umožňuje odpojit za určitých okolností optickou závoru, která hlídá nebezpečný prostor pracovního stroje. Umožní například rozpoznat materiál proudící po dopravníku od procházející osoby.
Muting je několika různých typů. Dle tvaru bezpečnostní optické závory a snímacích senzorů mluvíme o L mutingu, kde jsou senzory pouze na jedné straně mříže a mohou tedy detekovat materiál proudící ze stroje ven, nebo mluvíme o T mutingu, kde jsou senzory vevnitř i vně nebezpečné oblasti a senzory detekují materiál proudící dovnitř i ven.